# 10209 Ідзанакі
10209 Ідзанакі (10209 Izanaki) — астероїд головного поясу, відкритий 24 серпня 1997 року.
Тіссеранів параметр щодо Юпітера — 3,478.